# فابيان باريون
فابيان باريون (9 أبريل 1988 في فرنسا - ) (بالفرنسية: Fabien Barrillon)‏ هو لاعب كرة قدم فرنسي في مركز الدفاع. لعب مع نادي إستر ونادي كاسي كارنو ونادي كريتيل ونيم أولمبيك.

## روابط خارجية
- فابيان باريون على موقع قاعدة بيانات كرة القدم.إي يو (الإنجليزية)
- فابيان باريون على موقع Soccerway.com (الإنجليزية)